# Sportsklubben Brann 2016
Questa voce raccoglie le informazioni riguardanti lo Sportsklubben Brann nelle competizioni ufficiali della stagione 2016.

## Stagione
L'11 dicembre 2015 è stato ufficializzato il calendario per il campionato 2016, con il Brann che avrebbe cominciato la stagione nel fine settimana dell'11-13 marzo 2016, andando a giocare in casa dello Strømsgodset. Il 14 gennaio 2016, la squadra ha ufficializzato i numeri di maglia in vista della nuova stagione.
Il 1º aprile è stato sorteggiato il primo turno del Norgesmesterskapet 2016: il Brann avrebbe così fatto visita al Førde. Il Førde si è imposto per 5-4 ai tiri di rigore, dopo lo 0-0 maturato al termine dei tempi supplementari: il Brann ha così salutato la competizione al primo turno.
Il Brann ha chiuso il campionato al 2º posto, centrando così la qualificazione ai turni preliminari dell'Europa League 2017-2018.

## Maglie e sponsor
Lo sponsor tecnico per la stagione 2016 è stato Hummel, mentre lo sponsor ufficiale è stato Sparebanken Vest. La divisa casalinga era composta da un completo totalmente rosso, con rifiniture bianche. Quella da trasferta era invece completamente nera, con rifiniture rosse.
| Casa | Trasferta |

## Rosa
| N. |                        | Ruolo | Calciatore             |
| -- | ---------------------- | ----- | ---------------------- |
| 1  | Stati Uniti (bandiera) | P     | Alex Horwath           |
| 5  | Norvegia (bandiera)    | D     | Jonas Grønner          |
| 6  | Norvegia (bandiera)    | D     | Vadim Demidov          |
| 7  | Norvegia (bandiera)    | A     | Kristoffer Larsen      |
| 8  | Norvegia (bandiera)    | C     | Fredrik Haugen         |
| 9  | Norvegia (bandiera)    | C     | Kasper Skaanes         |
| 10 | Svezia (bandiera)      | A     | Jakob Orlov            |
| 11 | Norvegia (bandiera)    | A     | Steffen Lie Skålevik   |
| 12 | Norvegia (bandiera)    | P     | Markus Olsen Pettersen |
| 13 | Norvegia (bandiera)    | A     | Erik Huseklepp         |
| 15 | Costa Rica (bandiera)  | D     | Bismar Acosta          |
| 16 | Norvegia (bandiera)    | C     | Remi Johansen          |
| 17 | Fær Øer (bandiera)     | D     | Gilli Rólantsson       |
| 17 | Norvegia (bandiera)    | D     | Viljar Vevatne         |
| 18 | Norvegia (bandiera)    | D     | Azar Karadas           |
| 19 | Costa Rica (bandiera)  | C     | Deyver Vega            |

| N. |                      | Ruolo | Calciatore           |
| -- | -------------------- | ----- | -------------------- |
| 20 | Norvegia (bandiera)  | A     | Håkon Lorentzen      |
| 21 | Norvegia (bandiera)  | D     | Ruben Kristiansen    |
| 22 | Norvegia (bandiera)  | A     | Torgeir Børven       |
| 22 | Danimarca (bandiera) | A     | Mads Hvilsom         |
| 23 | Norvegia (bandiera)  | C     | Sivert Heltne Nilsen |
| 24 | Polonia (bandiera)   | P     | Piotr Leciejewski    |
| 25 | Norvegia (bandiera)  | A     | Daniel Braaten       |
| 26 | Finlandia (bandiera) | D     | Dani Hatakka         |
| 29 | Norvegia (bandiera)  | C     | Kristoffer Barmen    |
| 33 | Norvegia (bandiera)  | D     | Amin Nouri           |
| 34 | Norvegia (bandiera)  | D     | Viljar Birkeland     |
| 35 | Norvegia (bandiera)  | C     | Halldor Stenevik     |
| 37 | Norvegia (bandiera)  | D     | David Gjeraker       |
| 38 | Norvegia (bandiera)  | D     | Ulrik Edvardsen      |
| 39 | Norvegia (bandiera)  | A     | Oliver Rotihaug      |

## Calciomercato

### Sessione invernale(dal 01/01 al 31/03)
| Arrivi           | Arrivi            | Arrivi                 | Arrivi        |
| R.               | Nome              | da                     | Modalità      |
| ---------------- | ----------------- | ---------------------- | ------------- |
| D                | Dani Hatakka      |                        | svincolato    |
| C                | Remi Johansen     |                        | svincolato    |
| C                | Deyver Vega       | Saprissa               | definitivo    |
| A                | Daniel Braaten    |                        | svincolato    |
| A                | Mads Hvilsom      | Eintracht Braunschweig | prestito      |
| A                | Jakob Orlov       | Hammarby               | fine prestito |
| Altre operazioni |                   |                        |               |
| R.               | Nome              | da                     | Modalità      |
| P                | Øystein Øvretveit | Nest-Sotra             | fine prestito |
| C                | Amin Askar        | Sarpsborg 08           | fine prestito |

| Partenze | Partenze                 | Partenze      | Partenze      |
| R.       | Nome                     | a             | Modalità      |
| -------- | ------------------------ | ------------- | ------------- |
| P        | Øystein Øvretveit        |               | svincolato    |
| P        | Kenneth Udjus            |               | svincolato    |
| D        | Erlend Hanstveit         |               | ritiro        |
| D        | Fredrik Heggland         | Fana          | prestito      |
| D        | Fredrik Pallesen Knudsen | Åsane         | prestito      |
| C        | Amin Askar               | Şanlıurfaspor | definitivo    |
| C        | Eirik Birkelund          |               | svincolato    |
| A        | Jorge Castro             | Start         | fine prestito |
| A        | Amadaiya Rennie          | Hammarby      | fine prestito |

### Tra le due sessioni
| Arrivi | Arrivi | Arrivi | Arrivi   |
| R.     | Nome   | da     | Modalità |
| ------ | ------ | ------ | -------- |

| Partenze | Partenze          | Partenze               | Partenze      |
| R.       | Nome              | a                      | Modalità      |
| -------- | ----------------- | ---------------------- | ------------- |
| A        | Mads Hvilsom      | Eintracht Braunschweig | fine prestito |
| A        | Kristoffer Larsen | Lyngby                 | definitivo    |
| A        | Håkon Lorentzen   |                        | svincolato    |

### Sessione estiva(dal 21/07 al 17/08)
| Arrivi | Arrivi           | Arrivi  | Arrivi     |
| R.     | Nome             | da      | Modalità   |
| ------ | ---------------- | ------- | ---------- |
| D      | Gilli Rólantsson | Aalborg | definitivo |
| A      | Torgeir Børven   | Twente  | prestito   |

| Partenze | Partenze       | Partenze    | Partenze   |
| R.       | Nome           | a           | Modalità   |
| -------- | -------------- | ----------- | ---------- |
| D        | Dani Hatakka   | Hødd        | prestito   |
| D        | Viljar Vevatne | Sandnes Ulf | definitivo |

## Risultati

### Eliteserien

#### Girone di andata
| Arbitro: | Moen (Haugar) |

|                         |           |                         |
| Storflor 4’ Høiland 34’ | Marcatori | 45’ Huseklepp 75’ Orlov |

| Bergen 20 marzo 2016, ore 18:00 2ª giornata | Brann         | 0 – 0 referto | Odd | Brann Stadion (11.495 spett.)\| Arbitro: \| Hansen (Feda) \| |
| Arbitro:                                    | Hansen (Feda) |               |     |                                                              |

| Arbitro: | Hagen (Grue) |

|                |           |                          |
| Orry Larsen 6’ | Marcatori | 59’ Johansen 83’ Karadas |

| Arbitro: | Hobber Nilsen (Oslo) |

|          |           |  |
| Orlov 9’ | Marcatori |  |

| Arbitro: | Kjensli (Oslo) |

|                                                  |           |  |
| Vilhjálmsson 36’ de Lanlay 68’ Jensen 90’ (rig.) | Marcatori |  |

| Arbitro: | Hafsås (Trondheim) |

|  |           |            |
|  | Marcatori | 90’ Haugen |

| Arbitro: | Døvle (Larvik) |

|                       |           |  |
| Acosta 24’ Haugen 51’ | Marcatori |  |

| Arbitro: | Skjerven (Kaupanger) |

|           |           |  |
| Moussa 7’ | Marcatori |  |

| Arbitro: | Eskås (Oslo) |

|                  |           |  |
| Lie Skålevik 61’ | Marcatori |  |

| Arbitro: | Johnsen (Tønsberg) |

|              |           |  |
| Knudtzon 43’ | Marcatori |  |

| Arbitro: | Moen (Haugesund) |

|                   |           |  |
| Heltne Nilsen 47’ | Marcatori |  |

| Arbitro: | Hafsås (Trondheim) |

|                                    |           |  |
| Aursnes 83’ (rig.) Gulbrandsen 88’ | Marcatori |  |

| Arbitro: | Edvartsen (Hamar) |

|                  |           |  |
| Lie Skålevik 50’ | Marcatori |  |

| Arbitro: | Johnsen (Tønsberg) |

|               |           |  |
| Kirkevold 60’ | Marcatori |  |

| Arbitro: | Hagen (Grue) |

|                                                    |           |                |
| Barmen 40’ Vega 52’ Lie Skålevik 81’ Huseklepp 85’ | Marcatori | 20’ Abdellaoue |

#### Girone di ritorno
| Arbitro: | Hafsås (Trondheim) |

|           |           |             |
| Issah 72’ | Marcatori | 67’ Karadas |

| Arbitro: | Edvartsen (Hamar) |

|                                                                                  |           |  |
| Acosta 23’ Skagestad 38’ (aut.) Heltne Nilsen 59’ Huseklepp 65’ Karadas 77’, 85’ | Marcatori |  |

| Arbitro: | Hobber Nilsen (Oslo) |

|            |           |                             |
| Occéan 80’ | Marcatori | 44’ Demidov 88’, 90’ Haugen |

| Arbitro: | Johnsen (Tønsberg) |

|          |           |  |
| Vega 36’ | Marcatori |  |

| Arbitro: | Moen (Haugesund) |

|                             |           |                              |
| Zahid 31’, 90’ Juklerød 45’ | Marcatori | 14’ Barmen 55’ Heltne Nilsen |

| Arbitro: | Hansen (Feda) |

|          |           |             |
| Orlov 3’ | Marcatori | 69’ Gytkjær |

| Arbitro: | Døvle (Larvik) |

|                                                  |           |                             |
| Hajradinović 36’ Troost-Ekong 45’ Haraldseid 81’ | Marcatori | 28’ Barmen 30’ Lie Skålevik |

| Bergen 10 settembre 2016, ore 18:00 23ª giornata | Brann        | 0 – 0 referto | Viking | Brann Stadion (11.674 spett.)\| Arbitro: \| Hagen (Grue) \| |
| Arbitro:                                         | Hagen (Grue) |               |        |                                                             |

| Arbitro: | Eskås (Oslo) |

|           |           |                           |
| Azemi 18’ | Marcatori | 13’, 55’ Barmen 48’ Orlov |

| Arbitro: | Moen (Haugesund) |

|          |           |  |
| Vega 27’ | Marcatori |  |

| Sogndal 1º ottobre 2016, ore 18:00 26ª giornata | Sogndal           | 0 – 0 referto | Brann | Fosshaugane Campus (5.600 spett.)\| Arbitro: \| Lundby (Bøverbru) \| |
| Arbitro:                                        | Lundby (Bøverbru) |               |       |                                                                      |

| Arbitro: | Hobber Nilsen (Oslo) |

|             |           |                         |
| Karadas 55’ | Marcatori | 30’ Mathew 85’ Knudtzon |

| Arbitro: | Moen (Haugesund) |

|                       |           |            |
| Lie Skålevik 40’, 58’ | Marcatori | 35’ Strand |

| Arbitro: | Hagen (Grue) |

|             |           |                          |
| Sandnes 67’ | Marcatori | 72’ Huseklepp 78’ Haugen |

| Arbitro: | Hafsås (Trondheim) |

|                          |           |               |
| Orlov 18’ Rólantsson 43’ | Marcatori | 90’ Mortensen |

### Norgesmesterskapet
| Arbitro: | Hauge (Bergen) |

|                                                 |                      |                                                  |
| Haaland Iversen Savland Melhus Myrkaskog Attila | Tiri di rigore 5 – 4 | Grønner Acosta Heltne Nilsen Lie Skålevik Barmen |

## Statistiche

### Statistiche di squadra
| Competizione       | Punti | In casa | In casa | In casa | In casa | In casa | In casa | In trasferta | In trasferta | In trasferta | In trasferta | In trasferta | In trasferta | Totale | Totale | Totale | Totale | Totale | Totale | DR  |
| Competizione       | Punti | G       | V       | N       | P       | Gf      | Gs      | G            | V            | N            | P            | Gf           | Gs           | G      | V      | N      | P      | Gf     | Gs     | DR  |
| ------------------ | ----- | ------- | ------- | ------- | ------- | ------- | ------- | ------------ | ------------ | ------------ | ------------ | ------------ | ------------ | ------ | ------ | ------ | ------ | ------ | ------ | --- |
| Eliteserien        | 54    | 15      | 11      | 3       | 1       | 24      | 6       | 15           | 5            | 3            | 7            | 18           | 21           | 30     | 16     | 6      | 8      | 42     | 27     | +15 |
| Norgesmesterskapet | -     | 0       | 0       | 0       | 0       | 0       | 0       | 1            | 0            | 1            | 0            | 0            | 0            | 1      | 0      | 1      | 0      | 0      | 0      | 0   |
| Totale             | -     | 15      | 11      | 3       | 1       | 24      | 6       | 16           | 5            | 4            | 7            | 18           | 21           | 31     | 16     | 7      | 8      | 42     | 27     | +15 |

### Andamento in campionato
| Giornata  | 1 | 2 | 3 | 4 | 5 | 6 | 7 | 8 | 9 | 10 | 11 | 12 | 13 | 14 | 15 | 16 | 17 | 18 | 19 | 20 | 21 | 22 | 23 | 24 | 25 | 26 | 27 | 28 | 29 | 30 |
| --------- | - | - | - | - | - | - | - | - | - | -- | -- | -- | -- | -- | -- | -- | -- | -- | -- | -- | -- | -- | -- | -- | -- | -- | -- | -- | -- | -- |
| Luogo     | T | C | T | C | T | T | C | T | C | T  | C  | T  | C  | T  | C  | T  | C  | T  | C  | T  | C  | T  | C  | T  | C  | T  | C  | C  | T  | C  |
| Risultato | N | N | V | V | P | V | V | P | V | P  | V  | P  | V  | P  | V  | N  | V  | V  | V  | P  | N  | P  | N  | V  | V  | N  | P  | V  | V  | V  |
| Posizione | 6 | 9 | 6 | 4 | 5 | 4 | 4 | 5 | 5 | 6  | 6  | 7  | 6  | 7  | 4  | 5  | 4  | 3  | 3  | 3  | 3  | 4  | 4  | 2  | 2  | 2  | 2  | 2  | 2  | 2  |

Fonte:  Tippeligaen 2016, su altomfotball.no, Altomfotball. URL consultato il 14 gennaio 2016 (archiviato dall'url originale il 4 maggio 2013).
Legenda:

Luogo: C = Casa; T = Trasferta. Risultato: V = Vittoria; N = Pareggio; P = Sconfitta.

### Statistiche dei giocatori
| Giocatore          | Eliteserien | Eliteserien | Eliteserien | Eliteserien | Norgesmesterskapet | Norgesmesterskapet | Norgesmesterskapet | Norgesmesterskapet | Coppe europee | Coppe europee | Coppe europee | Coppe europee | Altre coppe | Altre coppe | Altre coppe | Altre coppe | Totale   | Totale | Totale      | Totale     |
| Giocatore          | Presenze    | Reti        | Ammonizioni | Espulsioni  | Presenze           | Reti               | Ammonizioni        | Espulsioni         | Presenze      | Reti          | Ammonizioni   | Espulsioni    | Presenze    | Reti        | Ammonizioni | Espulsioni  | Presenze | Reti   | Ammonizioni | Espulsioni |
| ------------------ | ----------- | ----------- | ----------- | ----------- | ------------------ | ------------------ | ------------------ | ------------------ | ------------- | ------------- | ------------- | ------------- | ----------- | ----------- | ----------- | ----------- | -------- | ------ | ----------- | ---------- |
| B. Acosta          | 20          | 2           | 5           | 1           | 1                  | 0                  | 0                  | 0                  |               |               |               |               |             |             |             |             | 21       | 2      | 5           | 1          |
| K. Barmen          | 25          | 5           | 5           | 0           | 1                  | 0                  | 0                  | 0                  |               |               |               |               |             |             |             |             | 26       | 5      | 5           | 0          |
| V. Birkeland       | 0           | 0           | 0           | 0           | 0                  | 0                  | 0                  | 0                  |               |               |               |               |             |             |             |             | 0        | 0      | 0           | 0          |
| T. Børven          | 4           | 0           | 0           | 0           | -                  | -                  | -                  | -                  |               |               |               |               |             |             |             |             | 4        | 0      | 0           | 0          |
| D. Braaten         | 25          | 0           | 5           | 0           | 0                  | 0                  | 0                  | 0                  |               |               |               |               |             |             |             |             | 25       | 0      | 5           | 0          |
| V. Demidov         | 26          | 1           | 7           | 0           | 0                  | 0                  | 0                  | 0                  |               |               |               |               |             |             |             |             | 26       | 1      | 7           | 0          |
| U. Edvardsen       | 0           | 0           | 0           | 0           | 0                  | 0                  | 0                  | 0                  |               |               |               |               |             |             |             |             | 0        | 0      | 0           | 0          |
| D. Gjeraker        | 0           | 0           | 0           | 0           | 0                  | 0                  | 0                  | 0                  |               |               |               |               |             |             |             |             | 0        | 0      | 0           | 0          |
| J. Grønner         | 15          | 0           | 3           | 0           | 1                  | 0                  | 0                  | 0                  |               |               |               |               |             |             |             |             | 16       | 0      | 3           | 0          |
| D. Hatakka         | 1           | 0           | 0           | 0           | 1                  | 0                  | 0                  | 0                  |               |               |               |               |             |             |             |             | 2        | 0      | 0           | 0          |
| F. Haugen          | 27          | 5           | 6           | 0           | 1                  | 0                  | 0                  | 0                  |               |               |               |               |             |             |             |             | 28       | 5      | 6           | 0          |
| S. Heltne Nilsen   | 28          | 3           | 5           | 0           | 1                  | 0                  | 0                  | 0                  |               |               |               |               |             |             |             |             | 29       | 3      | 5           | 0          |
| A. Horwath         | 3           | -6          | 0           | 0           | 1                  | -0                 | 0                  | 0                  |               |               |               |               |             |             |             |             | 4        | -6     | 0           | 0          |
| E. Huseklepp       | 26          | 4           | 0           | 0           | 0                  | 0                  | 0                  | 0                  |               |               |               |               |             |             |             |             | 26       | 4      | 0           | 0          |
| M. Hvilsom         | 10          | 0           | 1           | 0           | 1                  | 0                  | 0                  | 0                  |               |               |               |               |             |             |             |             | 11       | 0      | 1           | 0          |
| R. Johansen        | 10          | 1           | 2           | 0           | 1                  | 0                  | 0                  | 0                  |               |               |               |               |             |             |             |             | 11       | 1      | 2           | 0          |
| A. Karadas         | 24          | 5           | 3           | 0           | 1                  | 0                  | 0                  | 0                  |               |               |               |               |             |             |             |             | 25       | 5      | 3           | 0          |
| R. Kristiansen     | 28          | 0           | 3           | 0           | 0                  | 0                  | 0                  | 0                  |               |               |               |               |             |             |             |             | 28       | 0      | 3           | 0          |
| K. Larsen          | 5           | 0           | 0           | 0           | 1                  | 0                  | 0                  | 0                  |               |               |               |               |             |             |             |             | 6        | 0      | 0           | 0          |
| P. Leciejewski     | 27          | -21         | 2           | 0           | 0                  | -0                 | 0                  | 0                  |               |               |               |               |             |             |             |             | 27       | -21    | 2           | 0          |
| S. Lie Skålevik    | 18          | 6           | 4           | 0           | 1                  | 0                  | 1                  | 0                  |               |               |               |               |             |             |             |             | 19       | 6      | 5           | 0          |
| H. Lorentzen       | 0           | 0           | 0           | 0           | 0                  | 0                  | 0                  | 0                  |               |               |               |               |             |             |             |             | 0        | 0      | 0           | 0          |
| A. Nouri           | 30          | 0           | 0           | 0           | 0                  | 0                  | 0                  | 0                  |               |               |               |               |             |             |             |             | 30       | 0      | 0           | 0          |
| M. Olsen Pettersen | 0           | -0          | 0           | 0           | 0                  | -0                 | 0                  | 0                  |               |               |               |               |             |             |             |             | 0        | 0      | 0           | 0          |
| J. Orlov           | 24          | 5           | 0           | 0           | 0                  | 0                  | 0                  | 0                  |               |               |               |               |             |             |             |             | 24       | 5      | 0           | 0          |
| G. Rólantsson      | 7           | 1           | 0           | 0           | -                  | -                  | -                  | -                  |               |               |               |               |             |             |             |             | 7        | 1      | 0           | 0          |
| O. Rotihaug        | 0           | 0           | 0           | 0           | 0                  | 0                  | 0                  | 0                  |               |               |               |               |             |             |             |             | 0        | 0      | 0           | 0          |
| K. Skaanes         | 16          | 0           | 1           | 0           | 0                  | 0                  | 0                  | 0                  |               |               |               |               |             |             |             |             | 16       | 0      | 1           | 0          |
| H. Stenevik        | 2           | 0           | 0           | 0           | 0                  | 0                  | 0                  | 0                  |               |               |               |               |             |             |             |             | 2        | 0      | 0           | 0          |
| D. Vega            | 18          | 2           | 4           | 0           | 1                  | 0                  | 0                  | 0                  |               |               |               |               |             |             |             |             | 19       | 2      | 4           | 0          |
| V. Vevatne         | 0           | 0           | 0           | 0           | 1                  | 0                  | 0                  | 0                  |               |               |               |               |             |             |             |             | 1        | 0      | 0           | 0          |